# Ángel Palerm
Ángel Palerm Vich (Ibiza, 11 de septiembre de 1917-Ciudad de México, 10 de junio de 1980) fue un antropólogo, profesor e investigador mexicano, de origen español. Nació en Ibiza, en las Islas Baleares, pero como resultado de la Guerra Civil española tuvo que exiliarse en México en 1939, después de haber militado en el movimiento anarcosindicalista catalán y más tarde en la corriente comunista.

## Datos biográficos

### Juventud en Ibiza
Ángel Palerm nació en el seno de una familia de comerciantes en Ibiza. Desde joven, recibió la influencia de las corrientes republicanas y socialistas, dedicándose a la política. Cuando inició la guerra civil española, abrazó la causa republicana e ingresó en las milicias de la Federación Anarquista Ibérica (FAI), pasando posteriormente a una brigada internacional y a militar en el Partido Socialista Unificado de Cataluña (PSUC).

### Exilio en México
Estando en México rompió con toda filiación política para dedicarse a los estudios de antropología que había iniciado en Barcelona. Cursó la licenciatura en antropología y también la licenciatura en Historia en la Escuela Nacional de Antropología e Historia (ENAH) del Instituto Nacional de Antropología e Historia (INAH).
Viajó a los Estados Unidos de América para continuar sus estudios. Ahí, en Washington D. C., trabajó un tiempo para la Organización de Estados Americanos como editor y traductor. Al regresar a México se inició como docente en la ENAH en donde se consolidó como el más sólido exponente de la teoría evolucionista en la antropología, el evolucionismo multilineal de Julian Steward y Vere Gordon Childe, y con las tesis del estado de Karl August Wittfogel.
Después del movimiento estudiantil de 1968 y como protesta a la represión gubernamental que sometió al movimiento en México, renunció a su docencia en la UNAM. Se integró entonces al cuerpo académico de la Universidad Iberoamericana (dirigida hasta la fecha por jesuitas). En esta universidad creó el departamento de antropología social.
Participó activamente en la fundación de diversos organismos colegiados que han sido claves para el desarrollo profesional de los antropólogos en México: el que fuera Centro de Investigaciones Superiores del Instituto Nacional de Antropología e Historia (CISINAH) hoy Centro de Investigación y Estudios Superiores en Antropología Social (CIESAS); el Colegio de Etnólogos y Antropólogos Sociales (CEAS) y también del departamento de antropología de la Universidad Autónoma Metropolitana en la ciudad de México.
Se  casó  con Carmen Viqueira Landa con quien procreó 4 hijos.

## Obra
Publicó varias obras básicas para la comprensión de la materia de su especialidad:
- Introducción a la teoría etnológica
- Historia de la Etnología
- Antropología y marxismo